# Ingemar Leander
Ingemar Leander, född 1 april 1929 i Motala, död 22 september 1995 i Norrköping, var en svensk folkskollärare och politiker (s).
Leander var verksam som folkskollärare i Grytgöl från 1956. Han var riksdagsledamot 1969-1979 (åren 1969-1970 i andra kammaren), invald i Östergötlands läns valkrets. Åren 1965-1970 var Leander Hällestads kommunalfullmäktiges ordförande; den siste före kommunsammanläggningen med Finspångs storkommun 1971. Ingemar Leander var främst aktiv inom mediepolitiken och tjänstgjorde i Radionämnden fram till 1985.
Efter att ha lämnat riksdagsuppdraget var Leander bosatt i Norrköping.